# Доброполье (Запорожская область)
Добропо́лье (укр. Добропілля) — село,
Добропольский сельский совет,
Гуляйпольский район,
Запорожская область,
Украина.
Код КОАТУУ — 2321881501. Население по переписи 2001 года составляло 440 человек.
Является административным центром Добропольского сельского совета, в который, кроме того, входят сёла
Варваровка,
Добровольное и
Новое Запорожье.

## Географическое положение
Село Доброполье находится на правом берегу реки Гайчур, выше по течению на расстоянии в 0,5 км расположено село Варваровка, ниже по течению на расстоянии в 1 км расположено село Новое Запорожье, на противоположном берегу — село Прилуки.
Через село проходит автомобильная дорога Т-0401.

## История
- 1881 год — дата основания как село Хвалибоговка.
- В 1958 году переименовано в село Доброполье[2].

## Объекты социальной сферы
- Школа.